# Пещеры Пэйсли

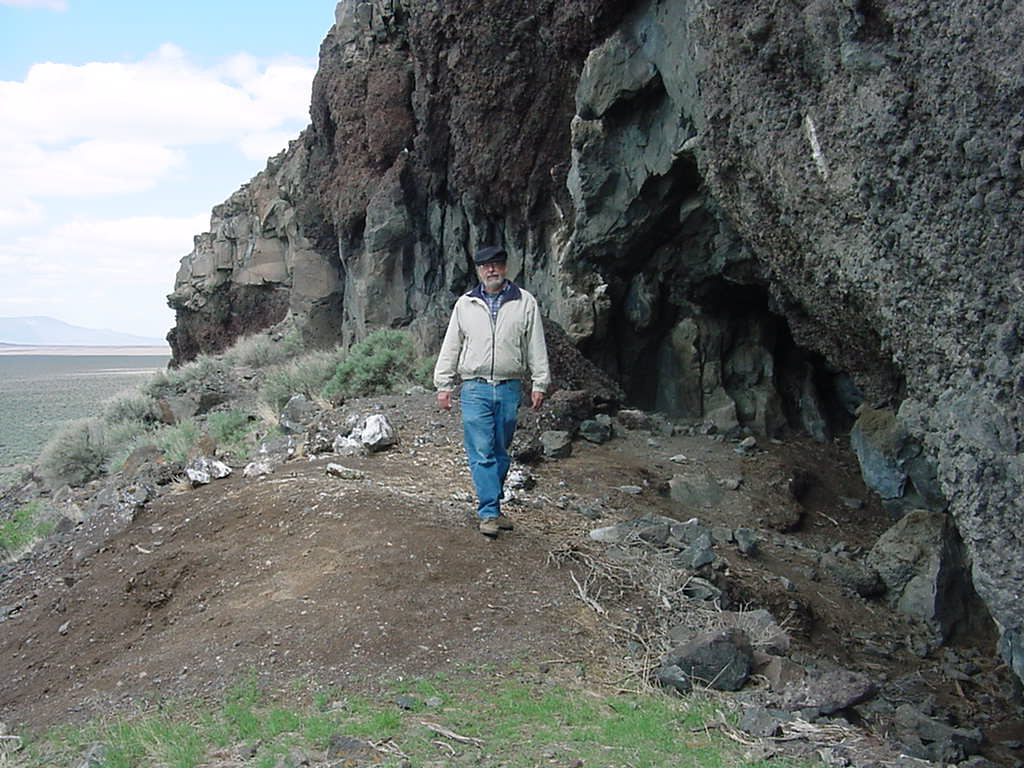
Пещера № 5

Пещеры Пэйсли — комплекс из четырёх пещер в засушливом, пустынном районе в центральной части штата Орегон в США, к северу от города Пэйсли. В одной из пещер найдены археологические свидетельства, возможно, древнейшего присутствия человека в Северной Америке. Впервые археологи изучили пещеру в 1930-х годах. В ходе раскопок в начале XXI века был обнаружен ряд новых важных артефактов.
Археологи из Орегонского университета, проводившие здесь исследования с 2002 года, обнаружили в пещерах ряд палеоиндейских артефактов периода, предшествовавшего культуре Кловис. Летом 2007 года данная группа исследователей обнаружила здесь древнейший образец человеческой митохондриальной ДНК (митохондриальные гаплогруппы A2 и B2) на Американском континенте в виде нескольких образцов копролитов (окаменевших экскрементов). Радиоуглеродный анализ отнёс указанные копролиты к периоду 14290 — 12750 лет назад, а анализ ДНК связал их с жителями Сибири или Азии. Позднее другие исследователи поставили под сомнение аутентичность указанных находок ДНК, ссылаясь, с одной стороны, на несоответствие данных находок местной стратиграфии, а с другой, на морфологическое несходство данных копролитов с человеческими экскрементами. Позже биомаркеры одного из образцов показали, что там присутствовали смешанные собачьи и человеческие липиды и ДНК, а значит собаки, скорее всего, употребляли фекалии людей докловисской культуры, живших от 12 125 ± 30 до 11 315 ± 25 лет до настоящего времени.
Здесь же было обнаружено большое количество костных остатков водных птиц, рыб и крупных млекопитающих, включая вымершие в этих местах доисторические виды верблюда и лошади.